# 묘법연화경찬술 권1~2
묘법연화경찬술 권1~2(妙法蓮華經纘述 卷一~二)은 전라남도 순천시 송광면 송광사에 있는 고려시대의 불경이다. 1963년 1월 21일 대한민국의 보물 제206호로 지정되었다.

## 개요
묘법연화경은 줄여서 ‘법화경’이라고 부르기도 하는데, 우리나라 천태종의 근본경전으로 부처가 되는 길이 누구에나 열려 있다는 것을 기본 사상으로 하고 있다. 화엄경과 함께 우리나라 불교사상의 확립에 크게 영향을 끼쳤으며, 우리나라에서 유통된 불교경전 가운데 가장 많이 간행된 경전이다.
교장(敎藏)을 원본으로 다시 찍은 것 가운데 하나로,『법화경』에 대한 당나라 혜정(慧淨)의 주석서 10권 가운데 권 제1, 2를 하나의 책으로 묶은 것이다. 나무에 새겨서 닥종이에 찍었으며, 크기는 세로 36cm, 가로 35cm이다.
각 권의 끝에 있는 간행기록을 통해, 고려 헌종 1년(1095)에 남궁예가 글을 써서 처음 간행한 것을, 조선 세조 때 간경도감<刊經都監:세조 7년(1461) 불경을 한글로 풀이하여 간행하기 위해 설치한 기구>에서 다시 새겨 찍은 것 가운데 일부가 전해진 것임을 알 수 있다.

## 같이 보기
- 묘법연화경

## 참고 자료
- 묘법연화경찬술 권1~2 - 국가유산청 국가유산포털